# Nautla (municipalité)
La municipalité de Nautla est l'une des 212 municipalités de l'État de Veracruz, et est située dans la partie centrale de cet État. Située sur la côte du golfe du Mexique, elle se trouve dans la plaine côtière, à cheval entre les bassins versants des fleuves Río Misantla et Río Nautla. Son chef-lieu est la ville éponyme de Nautla. Elle dépend de la région administrative de Nautla, du nom du fleuve Río Nautla qui la traverse, et est une des 10 subdivisions administratives de l'État de Veracruz.

## Géographie
La municipalité de Nautla s'étend le long de la côte du golfe du Mexique, entre le fleuve Río Misantla, qui la traverse à l'est, et le fleuve Río Nautla, qui la limite au nord, tandis qu'un affluent du Río Nautla la borde à l'ouest. Établie pour partie dans la plaine côtière, son altitude oscille entre 10 et 600 mètres. Son chef-lieu, la ville éponyme de Nautla, se situe dans la partie nord de son territoire, sur l'embouchure du Río Nautla, sur sa rive sud.Son territoire couvre une superficie de 356 km2, et était peuplé en 2020 de 10 130 habitants, pour une densité de 28,5 habitants par km2.
Cette municipalité est limitrophe au nord-ouest de celle Tecolutla et de San Rafael, au sud-ouest de celle de Misantla, et au sud-est de celle de Vega de Alatorre.

## Composition et démographie
La municipalité était composée en 2020 de 113 localités, dont une seule était considérée comme urbaine, les autres étant rurales.
| Localité                        | Population |
| ------------------------------- | ---------- |
| Nautla                          | 3311       |
| Isla de Chapachapa              | 982        |
| Jicaltepec                      | 883        |
| El Ciervo (San José Buenavista) | 814        |
| Barra de Palmas                 | 539        |
| Reste des localités             | 3601       |
| Total population                | 10 130     |

En plus de l'espagnol, plusieurs langues amérindiennes sont parlées dans la municipalité, dont les principales sont par ordre d'importance : le nahuatl, le totonaque, le huasteco, le zapotèque et le mixtèque.

## Histoire
Durant la période préhispanique, la localité de Nautla dépendait de celle de Casitas, située de l'autre côté du Río Nautla, dans l'actuelle municipalité de Tecolutla.

## Économie

### Agriculture et élevage
La superficie des parcelles semées représentait en 2019 une surface totale de 3729,5 hectares, parmi lesquels 1194 hectares étaient voués à la culture du citron, 852 hectares étaient voués à la culture de la banane, et 817 hectares étaient voués à celle de l'orange.

En 2020, la production de viande par tonnes comprenait 1256,7 tonnes de viande bovine, 419,2 tonnes de viande porcine, 22,8 tonnes de viande ovine, 0,3 tonnes de viande caprine, 122 tonnes de volailles, et 10,6 tonnes de dinde. La superficie vouée à l'élevage représentait alors 22 525 hectares.